# Vestjysk
Vestjysk er den jyske dialekt af dansk, der tales i Vestjylland og Sydøstjylland syd for Horsens Fjord (se billede). Den er bl.a. kendetegnet ved, at den de fleste steder kun har ét grammatisk køn i stedet for rigsmålets to køn, samt ved at man i stedet for den efterstillede bestemte artikel (katten/huset) bruger foranstillet bestemt artikel (æ kat/æ huws). Den er mindre udbredt end tidligere, men Vestjylland er fortsat et af de områder hvor man nemmest støder på dialekt. Den vestjyske variant af rigsdansk har ofte et kraftigt dialektalt præg.